# 紐波特鎮區 (伊利諾伊州萊克縣)
紐波特鎮區（英語：Newport Township）是位於美國伊利諾伊州萊克縣的一個行政鎮區。

## 地方資料
根據2010年美國人口普查的數據，紐波特鎮區的面積為83.60平方千米，當中陸地面積為82.30平方千米，而水域面積為1.30平方千米。當地共有人口6750人，而人口密度為每平方千米80.74人。